# Кустово (Новосибірська область)
Кустово (рос. Кустово) — присілок у Болотнинському районі Новосибірської області Російської Федерації.
Входить до складу муніципального утворення Кунчуруцька сільрада. Населення становить 0 осіб (2010).

## Історія
Згідно із законом від 2 червня 2004 року органом місцевого самоврядування є Кунчуруцька сільрада.

## Населення
| 2002 | 2007 | 2010 |
| ---- | ---- | ---- |
| 32   | ↘1   | ↘0   |